# Letter Bee
Letter Bee (テガミバチ, Tegami Bachi) est un shōnen manga steampunk et de fantasy de Hiroyuki Asada. Il a d'abord été prépublié dans le magazine Monthly Shōnen Jump entre septembre 2006 et juin 2007. À la suite de la disparition de ce magazine, le manga a été prépublié temporairement dans l'hebdomadaire Weekly Shōnen Jump puis dans le magazine Jump Square entre novembre 2007 et novembre 2015,, avant d'être compilé en un total de vingt tomes. La version française du manga est éditée par Kana entre juillet 2009 et septembre 2016.
Une adaptation en anime a également vu le jour avec une première saison de vingt-cinq épisodes diffusée entre le 3 octobre 2009 et le 27 mars 2010 au Japon, et une deuxième saison nommée Tegami Bachi Reverse (テガミバチ REVERSE) de vingt-cinq épisodes diffusée entre le 2 octobre 2010 et le 26 mars 2011 au Japon. En France, les deux saisons de l'anime sont éditées en DVD par Black Box.

## Synopsis
L'histoire se déroule dans l'Ambergound, un lieu où la nuit est éternelle et éclairée partiellement par un soleil artificiel. Lag Seeing travaille en tant que « Bee » (coursier) pour la « Beehive » ou « Ruche postale » (services postaux de l'Amberground). Il s'agit d'un métier dangereux car les routes sont infestées d'« insectarmures », des insectes géants qui ne peuvent être tués qu'en utilisant des armes spéciales dont les munitions sont des fragments du cœur de la personne qui les utilise. Lag est aidé dans sa tâche par son « dingo » (partenaire / garde du corps), Niche.

## Personnages
Lag Seeing (ラグ・シーイング, Ragu Shīingu)
Le personnage principal. C'est un jeune garçon (7 ans au début du manga ; 12 à partir de la fin du premier tome) très calme, au regard des situations dans lesquelles il se retrouve généralement. Il est né le jour de l'Extinction, jour où le soleil artificiel d'Amberground s'est mystérieusement éteint pendant quelques instants (peu après qu'un mystérieux dirigeable gouvernemental s'est dirigé vers lui). Son nom est un mot-valise, puisqu'il vient à la fois de "lagrima", larme en espagnol, de « rag », le chiffon en anglais et de « Lug », une divinité celte qui pouvait prendre la forme d'un oiseau marin. Il a un revolver spécial donné uniquement aux Letter Bees appelé Shin Ganjû, littéralement « arme à balle-cœur » dans lequel il charge des « fragments de son cœur » (qui sont les émotions qu'il ressent face à ses souvenirs), et il fait ensuite feu. Il a un œil fait d'ambre spirituel rouge donné par sa mère pour le sauver d'une maladie de naissance, celle-ci révèle les souvenirs des choses. Sa mère a disparu pendant son enfance (il veut la retrouver), et on ne sait rien de son père. Il est devenu Letter Bee pour suivre le modèle de Gauche Suede, un Letter Bee qui l'a livré quand il était enfant et avec lequel il est devenu ami, mais celui-ci a disparu. Lag a le pouvoir de ressentir le « cœur » des objets grâce à son ambre spirituel. Lag semble cacher un mystérieux pouvoir. D'ailleurs, lorsqu'il rencontre le légendaire Maka dans le lac souterrain Blues Note Scale, ce dernier révèle à la sœur de Niche, qui demeure auprès de lui depuis toujours, que Lag est la « lumière ». La sœur de Niche se demande en conséquence si Lag est humain, ou s'il s'agit une entité qui a pris forme humaine.
Niche (ニッチ, Nitchi)
C'est le dingo de Lag. Elle voyage avec lui en tant que garde du corps pour le protéger des insectes cuirassés. Elle semble être tout le temps au bras de Lag avec son « animal », Steak, sur sa tête. Elle se bat en utilisant ses cheveux, qu'elle contrôle comme des épées ou des tentacules capables de déplacer des choses bien plus grandes qu'elle. Elle a du sang de Maka (une créature légendaire mythologique) dans les veines. Elle est la fille au sang Maka de Blues Note Scale, et a une sœur contre laquelle elle se battra brièvement, mais sera facilement vaincue. Grâce à Lag, elle survit et est même soignée par son géniteur.
Steak (ステーキ, Sutēki)
Animal de Niche, c'est un Kapellmeister, un animal rare qui décide de suivre Niche et Lag après la destruction du Lovely Someone Down. Il voyage habituellement sur la tête de Niche et n'en descend que très rarement. Il aide Lag en lui indiquant les points faibles des insectarmures. Niche le considère comme de la nourriture et veut régulièrement le faire frire, au désespoir de Lag.
Gauche Suede/Noir (ゴーシュ・スエード/ノワール, Gōshu Suēdo/Nowāru)
Le « Letter Bee » que rencontre Lag au début du manga. Son dingo est une chienne nommée Roda. Il a 18 ans lorsqu'il livre Lag à sa tante. Il prétend se moquer de l'histoire du jeune garçon, et ne voit en lui qu'un colis à livrer, mais il finit par s'intéresser à lui puis par lui offrir son amitié. Son rêve est de devenir « Head Bee » (sorte de super « Letter Bee » d'Akatsuki, la capitale huppée de l'Amberground (le territoire où se déroule le manga)) afin de devenir riche, et de pouvoir ainsi soigner sa petite sœur Sylvette, qui est clouée sur un fauteuil roulant. Après avoir livré Lag, il lui promet d'enquêter à Akatsuki sur les raisons de la disparition de sa mère, et de lui envoyer les résultats de ses investigations par lettre. Il n'honore pas cette promesse. Cinq ans plus tard, lorsque Lag part devenir Letter Bee, il parle de Gauche à un de ses futurs collègues : Connor. Celui-ci ne répond rien, mais arbore soudainement un air étrange à l'évocation de ce nom. Plus tard, Lag apprend d'un autre Bee, Zazie, que Gauche a soudainement et inexplicablement démissionné de ses nouvelles fonctions à Akatsuki quatre ans et demi plus tôt, et est depuis porté disparu. Même Sylvette n'a plus de nouvelles… En réalité, après avoir perdu son cœur et donc sa mémoire, Gauche Suede est devenu Noir, et travaille pour le compte de l'organisation Reverse, qui cherche à renverser le Gouvernement et l'ordre social établi en Anderground. Il possède, comme Shindana (arme pour tirer des « balles-cœur ») un Nocturne 20 puis, une fois devenu « Noir », un Gymnopédies (arme de gros calibre acquise chez l'armurier Goveni).
Sylvette Suede (シルベット・スエード, Shirubetto Suēdo)
Jeune sœur de Gauche, handicapée motrice de naissance. Comme Lag, elle est née le jour de l'Extinction. Depuis la disparition de son frère, elle subsiste tant bien que mal en confectionnant des vêtements et des poupées. Elle refuse de croire à la mort de son frère. Elle accueille Lag chez elle après que celui-ci a obtenu son examen de Bee, et sympathise avec lui. Elle devient également l'ami de Connor Culf et de Zazie. Elle est extrêmement rapide et habile avec son fauteuil roulant, dont elle se sert occasionnellement comme d'une arme. Elle a un goût culinaire particulier, et toutes les personnes ayant bu la soupe qu'elle cuisine joyeusement pensent que c'est le plat le plus horrible d'Amberground, et inventent toujours des excuses pour y échapper (Niche est la seule à avoir osé le lui dire en face et de façon plutôt blessante, quand Lag est tombé malade et que Sylvette voulait lui donner sa fameuse soupe).
Largo Lloyd (ラルゴ・ロイド, Rarugo Roido)
Le directeur du Beehive (jusqu'au tome 9). Largo semble porter de l'intérêt à Lag et ses livraisons, la raison en est inconnue. Il est passionné par les créatures étranges, et voulait acheter Niche lorsqu'il la voit pour la première fois. Lloyd semble avoir un grand réseau d'informateurs, comme Emu, l'herboriste tenant le magasin « Pink Elephant », ou les gardiens des ponts entre les pays par exemple, qui lui permettent d'être au courant de beaucoup de choses. Par ailleurs, il fume perpétuellement, la pipe comme des cigarettes (des « Candy Philips light »).
Aria Link (アリア・リンク, Aria Rinku)
Une Letter Bee, par ailleurs sous-directrice de la Beehive jusqu'au tome 9. Aria agit en tant que bras droit de Largo, s'occupant des choses minimes pour lui. Elle dégage des fragments de son « cœur » en jouant du violon. Cela a un effet terriblement apaisant pour ceux qui l'écoutent, surtout pour les hommes.
Zazie (ザジ, Zaji)
Letter Bee de 14 ans, il est chargé de superviser l'examen pratique de Lag, dont il approuve ensuite la nomination comme Bee. C'est lui qui révèle à Lag le départ soudain de Gauche. Petit, froid (il ne supporte pas qu'on le touche) et ténébreux, il semble néanmoins honnête et sans préjugés (il se moque complètement des origines modestes de Lag, malgré la forte hiérarchisation sociale en Amberground, et se montre en conséquence impartial dans son rôle d'examinateur). Son dingo est une sorte de panthère nommée Vashka ( dans le manga ) ou bien Vashuka ( dans l'animé ). Zazie semble d'ailleurs avoir un faible pour les félins : il nourrit ainsi les chats abandonnés de Yûsari Central et rentre dans une rage folle, s'imaginant que le docteur Thunderland Junior les a tués pour faire des expériences. Il est un ami proche de Lag, Connor et Sylvette. Il est, après Lag, le premier Bee à rencontrer Noir (Gauche Suede), qui parvient sans problème à lui dérober le courrier qu'il devait acheminer.
Connor Culf (コナー・クルフ, Konā Kurufu)
Letter Bee. C'est lui qui amène Lag Seeing à son examen. Depuis, ils font régulièrement équipe, et sont devenus amis. Il est gros, gourmand et peu sportif. Il utilise des mines d'ambre spirituel. Son dingo est un chien du nom de Gus.
Jiggy Pepper (ジギー・ペッパー, Jigī Peppā)
Letter Bee. Il est le meilleur Bee du Beehive de Yûsari et est, à ce titre, chargé du courrier prioritaire. Le directeur Largo Lloyd lui confie également ses lettres privées. Jiggy Pepper a, comme dingo, un oiseau ressemblant à un phénix, nommé Harry, et qu'il laisse parfois à Lloyd. Harry est capable d'apporter n'importe quel message, ce qui en fait un dingo très précieux. Bien que les éléments modernes soient en général absents de Letter Bee (qui est un manga steampunk), Jiggy Pepper utilise une moto (que les autres appellent « cheval de fer ») pour se déplacer. Il a, par ailleurs, une cicatrice, dont l'origine est indéterminée, près de son œil droit. Il rencontre Lag pour la première fois dans le tome 6, et le délivre d'un phare hanté par le cœur, puissamment renforcé par un insectarmure, d'un vieil homme. Il prodigue ensuite à Lag quelques conseils. Zazie et Connor rêvent de le rencontrer et semblent l'idolâtrer.
Docteur Thunderland (ドクターサンダーランド, Dokuta Sandarando)
Directeur de l'équipe scientifique de l'Amberground. Il intervient à la fin de chaque tome pour expliquer certains aspects du monde de Letter Bee. Il n'est en revanche pas apparu dans l'histoire (ce dont il se plaint amèrement, se demandant sans cesse quand il fera enfin son apparition, et imaginant systématiquement pour le prochain tome une entrée forcément fracassante), étant seulement mentionné dans le tome 4 par Zazie, qui le qualifie au passage de « détraqué ».
Docteur Thunderland Junior (ドクターサンダーランドジュニア, Dokuta Sandarando Jyunia)
Fils du précédent. Membre de l'organisme consultatif de biologie de l'Amberground et directeur de l'équipe médicale du Beehive. Il est surnommé « Docteur Cadavres » car il ramène des animaux morts dans son laboratoire secret auquel il interdit l'accès à quiconque. Des rumeurs noires circulent dons sur son compte mais, en réalité, Thunderland Junior n'a pas d'autre but que de mettre au point des vaccins, et la condamnation de son laboratoire est en fait justifiée par le souci d'éviter les risques de contagion. Seuls Gauche Suede, puis, finalement Lag Seeing et Zazie, l'ont compris.
Lawrence (ローレンス, Rōrensu), ou l'être qui n'a pu devenir un esprit
Leader de Reverse, l'organisation secrète antigouvernementale qui vole le courrier. Il prétend avoir été sur le dirigeable responsable de l'extinction temporaire du soleil. Il affirme avoir été l'objet d'expériences secrètes menées par le Gouvernement et visant à le transformer en esprit producteur d'ambre spirituelle. Ayant échappé à la mort, il a constitué Reverse pour dévoiler la vérité et mener une révolution. Il a pris Gauche Suede sous son aile (et l'appelle énigmatiquement « celui qui a survécu à la Lumière ») et en a fait son Maraudeur sous le nom de « Noir ». Il est de taille moyenne, a de longs cheveux noirs, un front plein de cicatrices, est toujours vêtu de noir.
Anne Grad (アン, Ann Grado)
Jeune habitante (14 ans) de Honey Waters. Elle résiste à l'endoctrinement mené par Sarah. Son père a essayé de livrer les lettres des habitants de Honey Waters, mais s'est fait tuer par un insectarmure.
Sarah
Habitante de Honey Waters qui endoctrine le village en le mobilisant contre le Gouvernement impérial. Régulièrement, elle harangue la foule en exhibant son mari, Hunt, dont la monstruosité apparente est supposée être due à des expériences secrètes du Gouvernement. Il s'agit en réalité d'une imposture, ainsi que le découvrira Connor Culf.
Hunt
Époux de Sarah. Il participe la mort dans l'âme aux escroqueries montées par sa femme.
Rei Utley
Jeune fille de bonne famille vivant à Yûsari Central. Elle s'ennuie et est assez gravement malade. Elle reçoit d'étranges lettres dessinées avec une magnifique couleur bleu hortensia qui lui rappellent son enfance dans un village. Elle demande à Lag de trouver l'expéditeur, qui n'est en réalité autre que sa servante Kimidori, qu'elle n'avait pas identifié comme son ancienne amie d'enfance.
Kimidori
Servante et amie d'enfance de Rei Utley. Elle avait eu en cadeau de sa riche amie, en échange de dessins d'un magnifique bleu hortensia, une magnifique barrette en « argent lion » qu'elle a dû revendre pour payer ses dettes et éviter la famine à ses frères et sœurs. Elle monte ensuite à Yûsari Central où elle est embauchée comme servante par Rei, qui ne la reconnaît pas. Elle lui dessine anonymement des lettres bleu hortensia, qui touchent énormément son amie, mais est démasquée par Lag. Ce dernier promet de ne rien révéler mais change de plan lorsque l'autre servante, Corbasso, qui a entendu la conversation entre Lag et Kimidori, s'approprie la paternité des lettres et exige de Rei, en échange, un terrain fertile en ambre spirituelle. Finalement, Rei est heureuse de la retrouver.
Corbasso
Servante en chef de Rei Utley. Vieille, cupide et hargneuse, elle se fait passer pour l'auteur des lettres dessinées qui émeuvent tant sa maîtresse. Sa forfaiture étant prouvée par Lag Seeing, elle est congédiée et jure de se venger du jeune Letter Bee.
Auto-Bahn
Voleur à la petite semaine qui sévit dans les diligences en se déguisant en vieille femme. Arrêté par Sylvette Suede.
Khari Tonov
Maire du village de Blues Note Blues. Gros homme à barbe blanche. Plus motivé par ses intérêts personnels et par la perspective d'obtenir du Maka de la légendaire eau de jouvence (qui, en réalité, n'existe pas) que par l'intérêt du village.

## Univers

### Géographie
L'intrigue se déroule sur l'Amberground, un pays-île d'une planète inconnue. L'Amberground se découpe en trois territoires sur la base d'une stratification sociale :
- Yodaka : C'est la région principale du pays (elle en occupe plus de la moitié) qui est perpétuellement plongée dans la nuit. Elle est particulièrement inhospitalière (montagnes, déserts, marécages, de nombreux insectarmures...), et c'est donc là que sont cantonnées les classes sociales défavorisées de l'État. Ses habitants vivent de l'agriculture et de la pêche, mais manquent chroniquement de nourriture. C'est dans cette région que se trouve le port de Campbell Litus où Lag est amené par Gauche. On ne peut en sortir pour gagner le territoire de Yûsari que muni d'un laissez-passer spécifique, en traversant le pont de Bilfrost, situé à proximité de la ville de Kyrie (ou « Dead end »). Tout au nord, se trouvent les glaciers de Blue Notes Blues, le village Blue Note Blues et le lac souterrain Blue Note Scale (qui abrite le légendaire dragon Maka).

- Yûsari : Les classes moyennes y vivent, dans des conditions déjà bien meilleures que les pauvres habitants du Yodaka. C'est également ici que se trouvent le Beehive (le quartier général des Letter Bees), qui est situé au 13, avenue Nocturne Hood à Yûsari Central (la capitale de Yûsari) et la boulangerie-armurerie Sinners (dont Gauche Suede était l'un des clients habituels), elle aussi sise à Yûsari Central. S'y trouvent également le magasin de jouets et poupées Catan (où son vendues les créations de Sylvette Suede), la papeterie Axolotl, le marchand de couleurs pour peinture Paint it black et enfin l'herboristerie, et marchand de tabac, Pink Elephant (dont le propriétaire, Emu, est un ami de Largo Lloyd qu'il « tuyaute » régulièrement). Yûsari Central est également le siège de plusieurs journaux, dont le plus lu, et le plus sérieux : le Central Times. Au nord-ouest de Yûsari Central, se trouvent la ville de Raspberry Hill, un trou boueux où réside la vieille Solucar Morris, et le village de Honey Waters.

- Akatsuki : C'est la capitale de l'Amberground. C'est en son sein que siège le Gouvernement, et que résident les classes sociales favorisées et les privilégiés. On ne peut y rentrer que muni d'un laissez-passer spécial, et les contrôles à l'entrée sont extrêmement stricts. Akatsuki bénéficie par ailleurs d'un soleil artificiel afin que ses augustes habitants ne souffrent pas d'un manque de lumière ou de chaleur. C'est à Akatsuki que la mère de Lag a été emmenée de force. C'est également cette ville que Gauche voulait rejoindre afin de devenir « Head Bee » (le Letter Bee d'Akatsuki), avant de disparaître sans donner de nouvelles.

### Glossaire
- Ambre spirituel : sorte de fluide énergétique enfoui dans les profondeurs de la terre. En l'absence de soleil (il n'y en a pas, en effet, dans le monde de Letter Bee, si l'on excepte le petit soleil artificiel conçu au-dessus de la capitale et destiné à créer de la lumière), c'est lui qui permet aux végétaux et aux animaux de se développer et de survivre. Il est également essentiel aux Letter Bees puisque les Shindanas en ont besoin pour fonctionner. En conséquence, sans lui, les Letter Bees ne pourraient pas se défendre efficacement. Il est également à noter que pour pouvoir, notamment, fabriquer des Shindanas, le Gouvernement exploite des mines destinées à retirer de l'ambre (bien que l'extraction de celui-ci soit très difficile à réaliser). Enfin, un des mystères du manga réside dans le fait que l'œil gauche de Lag est extraordinairement composé d'ambre spirituel, ce qui lui permet d'ailleurs d'utiliser son Shindana avec beaucoup de puissance.

- Balle-cœur : Balle qui renferme le « cœur » de celui qui s'en sert, et tirée par le Bee via un Shindana. Les balles-cœurs ont des effets très variés selon la nature du « cœur » qui les tire. Celles de Lag font ainsi résonner ce qu'elles touchent, permettant de voir le « cœur » de l'objet cible (en revanche, lorsqu'il les tire sur autrui, il montre ainsi au destinataire son propre « cœur »), celles de Zazie ou de Gauche sont plus destructrices, alors que celles de Aria, enfin, réparent l'âme de celui qui les reçoit.

- Beehive (ruche postale) : Le quartier général des services de livraison où tous les Letter Bee travaillent.

- Black Jack : Minerai noir proche du charbon et utilisé comme combustible.

- Dingo : Un partenaire choisi par un Letter Bee pour combattre les insectarmures.

- Insectarmure (鎧虫, Gaichū?) : Des insectes géants protégés par une armure. Ils vivent dans l'ombre en dehors de la lumière du soleil artificiel, et attaquent quiconque s'aventure sur ces chemins ténébreux pour leur voler leur « cœur », c'est-à-dire leurs émotions liées à leurs souvenirs. Les factions antigouvernementales laissent entendre qu'ils ont été créés par le gouvernement pour garder le pouvoir. La sœur de Niche révèle dans le tome 7 que les insectarmures sont en réalité les formes dégénérées et dorénavant dépourvus de « cœur » d'insectes spirituels (insectes qui, grâce à leur « cœur », produisent de l'ambre spirituelle). Mais ils finissent progressivement et naturellement par perdre leur « cœur ». Une fois devenus insectarmures, ils tentent donc de retrouver leur passé, en vain, en essayant de voler le « cœur » d'autrui. En revanche, ils parviennent à créer des larves qui deviennent à leur tour des insectes spirituels.

- Letter Bee : Une personne à qui on a confié le « cœur » de tout le monde, et qui doit livrer des colis et se battre contre les insectes cuirassés, les insectarmures. Un Letter Bee est accompagné par un Dingo qui l'aide à accomplir sa livraison.

- Maka : Créature prétendument légendaire, mais qui vit en réalité dans le lac Blue Notes Scaler, près du village Blue Notes blues. Il s'agit d'une sorte de dragon doré avec une multitude d'épées en guise de pelage. Il a deux filles, issues de sa rencontre avec une humaine (plus précisément, au fait qu'il a versé une larme sur la femme enceinte), dont Niche. Les enfants-maka ont un corps humain mais des cheveux blonds pouvant devenir aussi tranchants que des épées, extensibles et incurvables à souhait. Le Maka a également enfermé dans la caverne de sa tanière, en les emprisonnant dans la glaces des milliers d'insectarmures en devenir, acte important pour la protection de la région et même du monde.

- Reverse : Organisation clandestine, apparemment puissante, qui souhaite renverser le régime politique actuel de l'Amberground, par trop fondé sur l'inégalité sociale, et fustige également l'usage quasi-exclusif de l'ambre spirituel par les Bees, le Gouvernement et les couches sociales supérieures. Gauche Suede, vraisemblablement après avoir perdu son cœur, en fait dorénavant partie, sous le nom de « Noir », un Maraudeur qui dérobe le courrier. D'après son leader, Lawrence, Reverse agit ainsi en raison de l'ignominie du Gouvernement, qui aurait pratiqué des expériences atroces, et vaines, sur des humains afin de tenter de les faire devenir des esprits possédant un « cœur » décuplé. Les rebuts nés de l'échec de ces expériences auraient été massacrés, sauf lui-même et Roda, la fille qui accompagne Noir. Reverse souhaite donc révéler cette vérité cachée à la population de l'Amberground.

- Pistolet à balle-cœur (心弾, Shindan?) : Ils sont distribués aux Letters Bee pour vaincre les insectarmures, et ont un fragment d'ambre spirituel (des fossiles d'insectes) pour faire les « fragments de cœur » utilisés quand Lag se sert du « fusil à balle-cœur ». Ce pistolet utilise les émotions liées aux souvenirs, ce qui peut entraîner, pour son utilisateur, la perte de tout son « cœur », et donc au dépérissement.

Les balles peuvent, par ailleurs, être diffusées par d'autres moyens et avoir d'autres pouvoirs que celui de détruire les insectarmures. Ainsi, l'œil d'ambre spirituel de Lag fait voir les souvenirs des choses ; et le violon d'Aria soigne le cœur des gens.
Les balles peuvent changer pour faire ressentir l'émotion désirée aux personnes visées. Après leur utilisation, l'utilisateur doit se reposer pour récupérer son « cœur ».
- Shindanjū (litt. « Heart Bullet Gun ») : L'arme que Lag utilise dans ses combats avec les insectes cuirassés. Il charge d'abord un «fragment de cœur » dans le pistolet, et fait ensuite feu.

- Troisième section de l'organisme consultatif de biologie de l'Amberground : Département de conseil scientifique du Gouvernement dans lequel il est procédé à des expériences sur de nombreuses créatures vivantes, notamment les insectarmures. Les membres de cette équipe, dont Thunderland Junior, cherchent également à mettre au point de nouvelles techniques médicales.

- Trotteur : Petite créature servant régulièrement de nourriture dans le monde de Letter Bee. Généralement servie grillée, bouillie ou sautée, elle est en revanche une spécialité en tartare à la sauce soja dans le village de Blues Notes Blues, au nord de Yodaka.

## Manga

### Fiche technique
- Édition japonaise : Shūeisha
  - Nombre de volumes sortis : 20 (terminé)
  - Date de première publication : janvier 2007
  - Prépublication : Jump Square
- Édition française : Kana
  - Nombre de volumes sortis : 20 (terminé)
  - Date de première publication : juillet 2009
  - Format : 115 mm x 175 mm
  - Environ 196 pages par volume

## Anime

### OAV
L'adaptation en OAV a été annoncée en mai 2008. Cet épisode spécial nommé Letter Bee: Light and Blue Night Fantasy (光と青の幻想夜話, Hikari to Ao no Gensō Yawa) a été diffusé pendant le Jump Super Anime Tour 2008. Celui-ci a ensuite été diffusé en streaming.

### Série télévisée
L'adaptation en série télévisée d'animation a été annoncée en novembre 2008, et avec la même équipe de production que le précédent OAV. Elle a été diffusée du 3 octobre 2009 au 27 mars 2010. Une seconde saison a été annoncée en février 2010. Nommée Tegami Bachi Reverse, elle a été diffusée du 2 octobre 2010 au 26 mars 2011.
Une mini-série de vingt-cinq épisodes de trois minutes chacun nommée Letter Bee: Gakuen a été incluse lors de la sortie en DVD au Japon,. Ces épisodes sont inclus dans la version française éditée par Black Box.

#### Fiche technique
- Réalisation : Akira Iwanaga
- Character design : Minako Shiba
- Créateur original : Hiroyuki Asada
- Studio d'animation : Pierrot+
- Musique : Himeka, Ryo Kunihiko
- Licencié par :
  -  Japon : TV Tokyo, Bandai Visual
  -  France : Black Box[17]
- Nombre d'épisodes :
  - Au Japon : 50
  - En France : 50
- Durée : 25 minutes
- Date de première diffusion :
  - Saison 1 :  Japon : depuis le 3 octobre 2009
  - Saison 2 :  Japon : depuis le 2 octobre 2010

### Doublage
| Personnages    | Personnages    | Voix japonaises    | Voix françaises   |
| -------------- | -------------- | ------------------ | ----------------- |
| Lag Seeing     | Lag Seeing     | Miyuki Sawashiro   | Amandine Longeac  |
| Niche          | Niche          | Ayumi Fujimura     | Sandra Vandroux   |
| Steak          | Steak          | Naomi Nagasawa     | Non identifié     |
| Gauche Suede   | Gauche Suede   | Jun Fukuyama       | Non identifié     |
| Sylvette Suede | Sylvette Suede | Nana Mizuki        | Justine Hostekint |
| Aria Link      | Aria Link      | Ami Koshimizu      | Dany Benedito     |
| Lalgo Lloyd    | Lalgo Lloyd    | Katsuyuki Konishi  | Pascal Gimenez    |
| Zazie          | Zazie          | Daisuke Kishio     | Michaël Maïnö     |
| Connor Culf    | Connor Culf    | Hisayoshi Suganuma | Marc Whilelm      |
| Jiggy Pepper   | Jiggy Pepper   | Kazuya Nakai       | Damien Laquet     |

## Produits dérivés

### Publications
- Anime comics
Un anime comics basé sur l'épisode spécial diffusé lors du Jump Super Anime Tour 2008 est sorti le 15 décembre 2008 au Japon[19].

- Fan Book
Un Fan Book est sorti le 2 octobre 2009 au Japon[20].

- Art Book
Un Artbook nommé Shine est sorti le 4 mars 2011 au Japon[21].

### Drama CD
Un drama CD, basé sur l'arc Jiggy Pepper, est sorti le 16 février 2009 au Japon.

### DVD
La série animée est éditée en France par Black Box :
- L'intégralité de la saison 1 (épisodes 1 à 25) est sortie en deux DVD le 12 octobre 2012[23],[24] ;
- L'intégralité de la saison 2 (épisodes 26 à 50) est sortie en deux DVD le 21 décembre 2012[25],[26].